# Arcidiocesi di Oristano

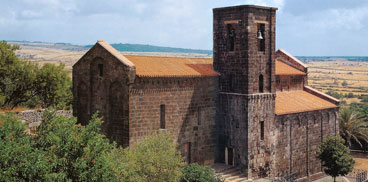
La basilica di Santa Maria a Bonarcado.

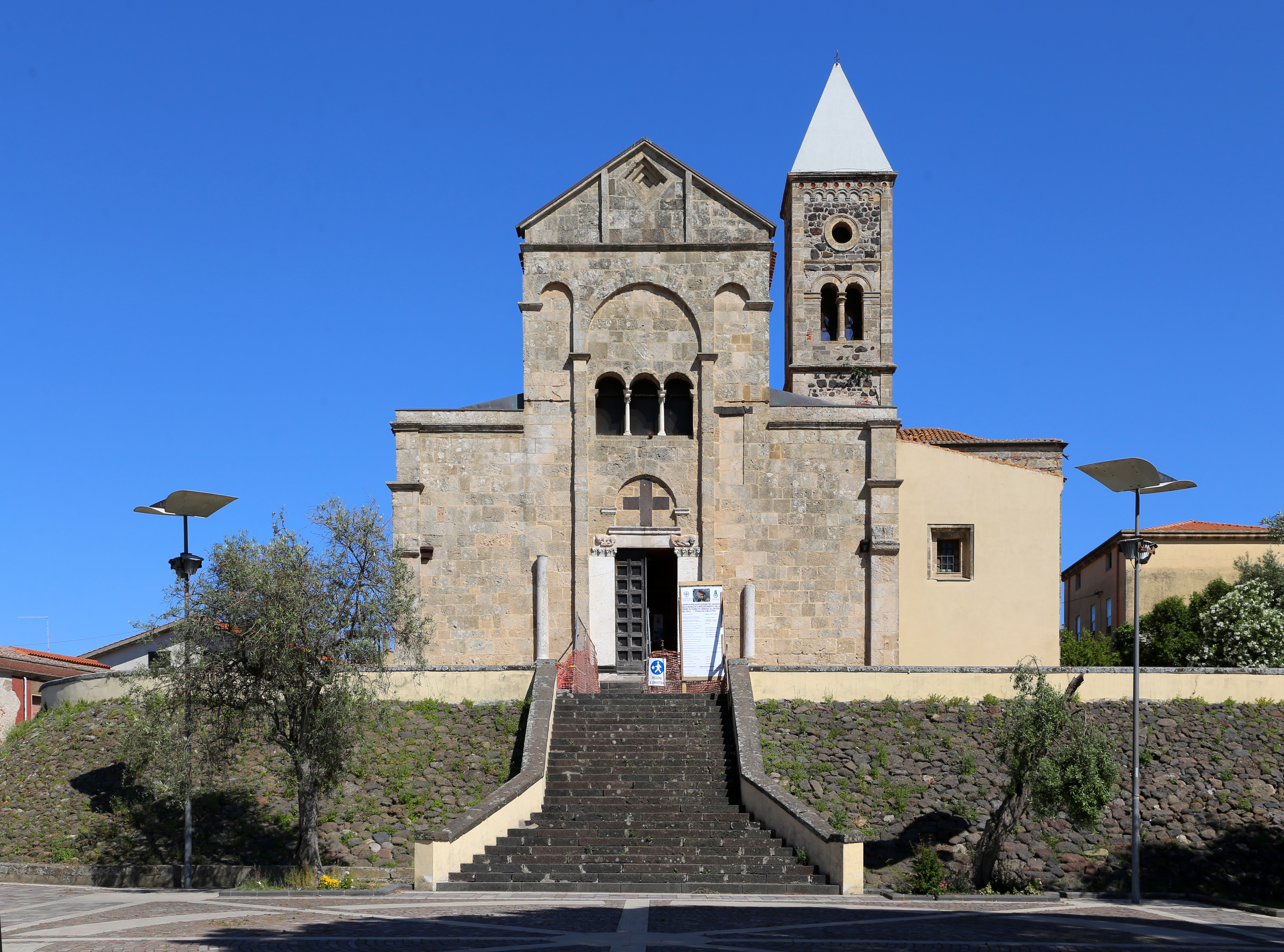
La basilica ed ex cattedrale di Santa Giusta.

L'arcidiocesi di Oristano (in latino Archidioecesis Arborensis) è una sede metropolitana della Chiesa cattolica in Italia appartenente alla regione ecclesiastica Sardegna. Nel 2023 contava 126 549 battezzati su 126 978 abitanti. È retta dall'arcivescovo Roberto Carboni, O.F.M.Conv.

## Territorio
L'arcidiocesi comprende comuni di 3 province della Sardegna:
- in provincia di Oristano 47 comuni: Abbasanta, Allai, Arborea, Ardauli, Assolo, Asuni, Baratili San Pietro, Bauladu, Bidonì, Bonarcado, Busachi, Cabras, Fordongianus, Ghilarza (eccetto la frazione Zuri), Laconi, Marrubiu, Milis, Mogorella, Narbolia, Neoneli, Norbello (eccetto la frazione Domusnovas Canales), Nughedu Santa Vittoria, Nurachi, Nureci, Ollastra, Oristano, Palmas Arborea, Paulilatino, Riola Sardo, Ruinas, Samugheo, San Vero Milis, Santa Giusta, Seneghe, Senis, Siamaggiore, Siamanna, Siapiccia, Simaxis, Solarussa, Tramatza, Ula Tirso, Villa Sant'Antonio, Villanova Truschedu, Villaurbana, Zeddiani e Zerfaliu;
- in provincia di Nuoro 13 comuni: Aritzo, Atzara, Austis, Belvì, Desulo, Gadoni, Meana Sardo, Sorgono, Ortueri, Ovodda, Teti, Tiana e Tonara;
- nella provincia del Sud Sardegna 7 comuni: Barumini, Genoni, Gesturi, Isili, Nuragus, Nurallao e Villanovafranca.

Sede arcivescovile è la città di Oristano, dove si trova la cattedrale di santa Maria Assunta. L'arcidiocesi conta, oltre alla cattedrale, altre tre basiliche minori: la basilica di Santa Maria a Bonarcado;  la basilica santuario di Nostra Signora del Rimedio a Oristano e la basilica di Santa Giusta a Santa Giusta, antica cattedrale della diocesi omonima.
Il territorio si estende su 3 112 km² ed è suddiviso in 85 parrocchie, 4 rettorie (Donigala Fenughedu e San Quirico, frazioni di Oristano; Pardu Nou, frazione di Siamaggiore e Solarussa; e Santa Sofia, frazione di Laconi) e 2 cappellanie (Cirras, frazione di Santa Giusta; e Crastu, frazione di Laconi). L'arcidiocesi è territorialmente organizzata in un vicariato urbano (Oristano) e in 8 foranie: Busachi, Cabras, Ghilarza, Isili, Laconi, Milis, Santa Giusta e Sorgono.
La provincia ecclesiastica di Oristano comprende una sola suffraganea, la diocesi di Ales-Terralba, unita in persona episcopi all'arcidiocesi dal 3 luglio 2021.

## Storia
L'arcidiocesi è stata eretta nell'XI secolo in concomitanza con la nascita del giudicato di Arborea e trae origine dall'antica diocesi di Tharros di cui esistono notizie a partire dal V secolo. A causa delle incursioni arabe i vescovi e gli abitanti si trasferirono a Aristanis. La tesi tradizionale, stabilita per la prima volta da Giovanni Francesco Fara (morto nel 1591) nel suo In Sardiniae Chorographiam, sostiene che questo trasferimento di sede sia avvenuto nel 1070 all'epoca di papa Alessandro II; gli studi condotti da Corrado Zedda e Raimondo Pinna posticipano la nascita dell'arcidiocesi arborense all'epoca di papa Urbano II, all'incirca verso il 1093.
L'arcidiocesi è documentata per la prima volta in un privilegium protectionis concesso da Urbano II al suo arcivescovo, di cui non è fatto il nome. Un secondo vescovo anonimo è citato in una lettera di Guglielmo, arcivescovo di Cagliari, del 1118. Il primo nome noto della cronotassi arborense è quello di Omodeo, vissuto nella prima metà del XII secolo, che prese parte alla fondazione del monastero camaldolese di Santa Maria di Bonarcado, il primo monastero religioso fondato nell'arcidiocesi.
La provincia ecclesiastica di Oristano comprendeva tre diocesi suffraganee: Santa Giusta, Ales e Terralba.
Il 24 aprile 1296 alla chiesa di Oristano fu unita la sede di Tiro in Libano, dopo che quest'ultima era stata conquistata dai Mamelucchi. Per circa un secolo gli arcivescovi di Oristano aggiunsero al proprio titolo quello di Tiro.
Durante il XII secolo i benedettini cassinesi si insediarono a San Giorgio di Bonarcado; nel 1253 si trovano le prime fondazioni francescane ad Oristano.
Stretta fu la collaborazione fra gli arcivescovi e i giudici arborensi, e spesso, soprattutto nel XIV secolo, i prelati svolgevano le funzioni di principali consiglieri dell'autorità civile; tra questi si possono citare Guido Cattaneo (1312-1339), Leonardo de Zori (1387-1389) e Elia de Palma (1414-1437).
L'8 dicembre 1503, nell'ambito della riforma delle diocesi sarde voluta dai re spagnoli, nuovi padroni dell'isola, in forza della bolla Aequum reputamus di papa Giulio II, alla sede oristanese venne unita la soppressa diocesi di Santa Giusta.
Nel periodo post-tridentino, in attuazione delle decisioni del concilio, si distinsero i vescovi: Gerolamo Barbarà (1565-1571), che convocò nel 1566 il primo sinodo diocesano; Antonio Canopolo (1588-1621), che fondò a Sassari il seminario per la formazione teologica dei preti, dove dodici posti erano destinati ai seminaristi poveri di Oristano; Francesco Masones Nin (1704-1717), che celebrò un altro sinodo diocesano, si impegnò per la fondazione nella città di una seconda sede del seminario arcivescovile e diede avvio ai lavori di restauro della cattedrale.
A causa della diffusione della malaria, che imperversava in Sardegna nei periodi più caldi dell'anno, tra i preti di campagna era diffusa l'usanza, comune a tutta l'isola, di abbandonare le parrocchie per rifugiarsi in luoghi salubri, a scapito della cura animarum e della normale attività pastorale; nel 1720 su 87 parrocchie dell'arcidiocesi, 52 erano amministrate dai cosiddetti «vicarii ad nutum, ecclesiastici di scarsa cultura che, abituati al clima della zona, gestivano le parrocchie per conto dei titolari accontentandosi di una piccola parte del reddito del beneficio». La malaria era certamente un pericolo reale e devastante; ne fecero le spese anche i vescovi Vincenzo Giovanni Vico-Torrellas (1741-1744) e Nicola Maurizio Fontana (1744-1746), morti in giovane età, rispettivamente a 40 e a 38 anni.
Tra gli arcivescovi del Settecento si distinse in modo particolare Ludovico Emanuele del Carretto (1746-1772): fece costruire un nuovo seminario (per via della troppa distanza dal Seminario già fondato a Sassari dal Canopolo e saldamente in mano ai gesuiti); per tre volte compì la visita pastorale dell'arcidiocesi; si diede da fare per la formazione del clero attraverso l'istituzione di conferenze obbligatorie per i preti, e fondò in molti villaggi di campagna i monti frumentari per l'aiuto economico dei contadini privi di risorse.
Durante l'Ottocento, a causa delle difficoltà nelle relazioni fra autorità civili e autorità ecclesiastiche, l'arcidiocesi visse lunghi momenti di sede vacante, per un totale di circa 25 anni.
Nel 1924 ad Oristano si celebrò il primo concilio plenario sardo, e nel 1931 un congresso eucaristico regionale, entrambi durante l'episcopato di Giorgio Maria Delrio (1920-1938).
Il 31 maggio 1954, con la lettera apostolica Ex quo Beatissima, papa Pio XII ha proclamato la Beata Maria Vergine del Rimedio e Sant'Archelao patroni dell'arcidiocesi.
Nell'ottobre del 1985 l'arcidiocesi ha ricevuto in visita pastorale papa Giovanni Paolo II.
Dal 3 luglio 2021 è unita in persona episcopi alla diocesi di Ales-Terralba.

## Cronotassi degli arcivescovi
Si omettono i periodi di sede vacante non superiori ai 2 anni o non storicamente accertati.
- Anonimo † (all'epoca di papa Urbano II - 1088-1099)
- Anonimo † (menzionato nel 1118)
- Omodeo † (prima metà del XII secolo)
- Teodoro † (menzionato nel 1125)
- Pietro † (menzionato nel 1131)
- Comita de Martis † (prima del 1146 - prima del 1170 nominato vescovo di Ampurias)
- Ugo † (menzionato nel 1185 circa)
- Giusto † (prima del 1192 - dopo agosto 1198)
- Bernardo † (prima della seconda metà del 1200 - dopo il 1220)
- Torchitorio de Muru † (1224 - 1253)
- Anonimo † (menzionato nel 1246, 1247, 1253, 1255)
- Torchitorio Cocco † (menzionato nel 1261)
- Anonimo † (menzionato nel 1263, 1264)
- Aleardo, O.F.M. † (3 novembre 1268 - 1268 deceduto)
- Egidio † (1268 - circa 1280 deceduto)
- Daniele di Stamedio, O.Cist. † (menzionato nel 1280)
- Pietro I † (20 aprile 1280 - dopo dicembre 1289 deceduto)
- Anonimo † (menzionato nel 1291)
- Scolay † (prima del 1296 - 1299 deceduto)
- Alamanno da Bagnoregio, O.F.M. † (29 aprile 1299 - 1299 deceduto)
- Consiglio Gatti, O.P. † (21 novembre 1299 - 30 gennaio 1301 nominato arcivescovo di Conza)
- Leonardo de Aragall, O.F.M. † (28 febbraio 1301 - circa 1306 deceduto)
  - Ugo, O.P. † (26 febbraio 1306 - 21 luglio 1307 nominato arcivescovo)
- Ugo, O.P. † (21 luglio 1307 - 19 marzo 1308 nominato vescovo di Pola)
- Oddone della Sala, O.P. † (30 marzo 1308 - 10 maggio 1312 nominato arcivescovo di Pisa)
- Guido Cattaneo, O.P. † (10 maggio 1312 - circa 1339 deceduto)
- Giovanni de Paperoni † (23 ottobre 1340 - 1342 deceduto)
- Pietro Nurachi † (10 luglio 1342 - ?)
- Giovanni † (menzionato nel 1343)
- Pietro † (prima del 1346 - 1349 deceduto)
- Nicola di Teramo † (21 ottobre 1349 - 1363 deceduto)
- Bernardo † (20 marzo 1363 - 1364 deceduto)
- Ambrogio da Parma † (23 dicembre 1364 - 20 febbraio 1377 nominato arcivescovo, titolo personale, di Cittanova)
- Enrico, O.Carm. † (20 febbraio 1377 - 1379 deceduto)
  - Giovanni Salat, O.P. † (18 maggio 1379 - ?) (obbedienza avignonese)
- Guglielmo †
- Giacomo † (menzionato nel 1382)
- Gunnari † (menzionato nel 1386)
- Leonardo de Zori † (22 ottobre 1387 - 1392[6])
- Corrado da Cloaco † (5 dicembre 1392 - 13 settembre 1396 nominato vescovo di Noli)
- Ubaldino Cambi † (4 aprile 1397 - 1400 deceduto)
- Mariano Fabario † (4 settembre 1400 - 1402 deceduto)
- Paolo Oleni † (26 giugno 1402 - 1402 ?)
  - Bartolomeo Ghini † (? - 26 novembre 1404 nominato vescovo di Massa Marittima) (vescovo eletto)
- Niccolò Beruti, O.P. † (26 novembre 1404 - ?)
- Bertrando Flores † (21 dicembre 1407 - ? deposto)
- Elia de Palma, O.S.B.Cam. † (27 agosto 1414[7] - 1437)
- Lorenzo Squintu  † (3 aprile 1437 - 1450 deceduto)
- Giorgio (o Gregorio) Armato (o Attacco) † (14 ottobre 1450 - 18 febbraio 1451 nominato vescovo di Trevico)
- Giorgio (o Gregorio) Armato (o Attacco) † (25 ottobre 1451 - 1454 deceduto) (per la seconda volta)
- Giacomo di Albareale † (21 ottobre 1454 - 1458)
  - Francesco Arrati † (menzionato nel 1460) (vescovo eletto)
- Giovanni Cani † (13 luglio 1461 - 1485 deceduto)
- Ferdinando Romano † (21 febbraio 1485 - 1492 deceduto)
- Jaime Serra i Cau † (11 aprile 1492 - 9 dicembre 1510 dimesso)
- Pedro Serra de Muñoz † (9 dicembre 1510 - dopo il 21 agosto 1517 deceduto)
- Giovanni Briselot, O.Carm. † (23 dicembre 1517 - 16 aprile 1520 dimesso)
- Giacomo de Cleve † (16 aprile 1520 - ?)
- Agostino Grimaldi † (28 marzo 1530 - 12 aprile 1532 deceduto)
- Carlo Alagon † (18 maggio 1537 - 1554 deceduto)
- Andrea Sanna † (3 agosto 1554 - 1555 deceduto)
- Pietro Sanna † (4 maggio 1556 - 1563 deceduto)
- Gerolamo Barbarà † (19 gennaio 1565 - 1571 deceduto)
- Pedro Buerba, O.E.S.A. † (5 novembre 1572 - 1574 deceduto)
- Pedro Narro, O.S.B. † (22 ottobre 1574 - 1577 deceduto)
- Francesco Figo † (13 gennaio 1578 - 1588 deceduto)
- Antonio Canopolo † (17 ottobre 1588 - prima del novembre 1620 nominato arcivescovo di Sassari)
- Lorenzo Nieto y Corrales, O.S.B.  † (25 ottobre 1621 - 1625 nominato arcivescovo di Cagliari)[8]
- Gavino Mallano † (22 marzo 1627 - 1641 deceduto)
- Pietro De Vico † (1641 succeduto - 27 agosto 1657 nominato arcivescovo di Cagliari)
- Ildefonso de Sotomayor, O. de M. † (24 settembre 1657 - 9 giugno 1664 nominato arcivescovo, titolo personale, di Barcellona)
- Bernat Cotoner † (23 giugno 1664 - 28 settembre 1671 nominato vescovo di Maiorca)
- Pedro de Alagó y de Cardona † (15 gennaio 1672 - 2 ottobre 1684 nominato arcivescovo, titolo personale, di Maiorca)
- Giuseppe Acorrà † (30 aprile 1685 - dicembre 1702 deceduto)
- Francesco Masones Nin † (15 settembre 1704 - maggio 1717 deceduto)
  - Sede vacante (1717-1726)
- Antonio Nin † (16 dicembre 1726 - dicembre 1740 deceduto)
- Vincenzo Giovanni Vico-Torrellas † (3 luglio 1741 - agosto 1744 deceduto)
- Nicola Maurizio Fontana † (3 febbraio 1744 - 1º marzo 1746 deceduto)
- Ludovico Emanuele del Carretto † (28 novembre 1746 - 20 marzo 1772 deceduto)
- Antonio Romano Malingri † (7 settembre 1772 - 5 agosto] 1776 deceduto)
- Giacomo Francesco Astesan, O.P. † (1º giugno 1778 - 11 gennaio 1783 deceduto)
- Luigi Cusani † (15 dicembre 1783 - 19 febbraio 1796 deceduto)
  - Sede vacante (1796-1798)
- Francesco Sisternes de Oblites † (28 settembre 1798 - 21 giugno 1812 deceduto)
  - Sede vacante (1812-1819)
- Giovanni Antioco Azzei † (29 marzo 1819 - 4 dicembre 1821 deceduto)
  - Sede vacante (1822-1827)
- Giovanni Maria Bua † (28 gennaio 1828 - 24 ottobre 1840 deceduto)
- Giovanni Saba † (22 luglio 1842 - 13 febbraio 1860 deceduto)
  - Sede vacante (1860-1871)
- Antonio Soggiu † (24 novembre 1871 - 5 aprile 1878 deceduto)
- Bonfiglio Mura, O.S.M. † (28 febbraio 1879 - 18 luglio 1882 deceduto)
- Paolo Giuseppe Maria Serci Serra † (25 settembre 1882 - 16 gennaio 1893 nominato arcivescovo di Cagliari)
- Francesco Zunnui Casula † (16 gennaio 1893 - 14 dicembre 1898 deceduto)
- Salvatore Tolu † (19 giugno 1899 - 30 gennaio 1914 deceduto)
- Ernesto Maria Piovella, O.SS.C.A. † (19 aprile 1914 - 8 marzo 1920 nominato arcivescovo di Cagliari)
- Giorgio Delrio † (16 dicembre 1920 - 5 maggio 1938 deceduto)
- Giuseppe Cogoni † (4 novembre 1938 - 6 giugno 1947 deceduto)
- Sebastiano Fraghì † (23 settembre 1947 - 14 dicembre 1978 ritirato)
- Francesco Spanedda † (17 marzo 1979 - 30 novembre 1985 ritirato)
- Pier Giuliano Tiddia (30 novembre 1985 - 22 aprile 2006 ritirato)
- Ignazio Sanna (22 aprile 2006 - 4 maggio 2019 ritirato)
- Roberto Carboni, O.F.M.Conv., dal 4 maggio 2019

## Vescovi oriundi
I sacerdoti originari viventi promossi all'episcopato sono:
- Mario Fiandri, S.D.B., vicario apostolico di El Petén
- Mauro Maria Morfino, S.D.B., vescovo di Alghero-Bosa

## Istituti religiosi presenti nell'arcidiocesi
Nel 2023 contano case in diocesi i seguenti istituti religiosi:
- Adoratrici perpetue del Santissimo Sacramento
- Ancelle della Sacra Famiglia
- Ancelle della Visitazione
- Clarisse
- Fedeli apostole di Gesù Sacerdote
- Figli dell'Immacolata Concezione
- Figli di Santa Maria Immacolata
- Figlie della carità di San Vincenzo de' Paoli
- Figlie di Maria Santissima, Madre della Divina Provvidenza e del Buon Pastore
- Figlie di San Giuseppe di Genoni
- Missionarie dell'Immacolata Padre Kolbe
- Ordine dei frati minori conventuali

- Ordine dei frati minori cappuccini
- Pie suore della Redenzione
- Salesiane oblate del Sacro Cuore di Gesù
- Società missionaria di Maria
- Società salesiana di San Giovanni Bosco
- Società San Paolo
- Suore di San Giuseppe Benedetto Cottolengo
- Suore francescane missionarie di Assisi
- Suore missionarie del Sacro Costato e di Maria Santissima Addolorata

## Statistiche
L'arcidiocesi nel 2023 su una popolazione di 126 978 persone contava 126 978 battezzati, corrispondenti al 99,7% del totale.
| anno | popolazione | popolazione | popolazione | presbiteri | presbiteri | presbiteri | presbiteri                | diaconi | religiosi | religiosi | parrocchie |
| anno | battezzati  | totale      | %           | numero     | secolari   | regolari   | battezzati per presbitero | diaconi | uomini    | donne     | parrocchie |
| ---- | ----------- | ----------- | ----------- | ---------- | ---------- | ---------- | ------------------------- | ------- | --------- | --------- | ---------- |
| 1950 | 130 000     | 130 000     | 100,0       | 142        | 116        | 26         | 915                       |         | 34        | 143       | 77         |
| 1970 | 150 488     | 150 513     | 100,0       | 161        | 127        | 34         | 934                       |         | 50        | 372       | 84         |
| 1980 | 148 425     | 148 650     | 99,8        | 162        | 119        | 43         | 916                       |         | 49        | 362       | 86         |
| 1990 | 148 922     | 149 367     | 99,7        | 150        | 119        | 31         | 992                       | 2       | 41        | 272       | 85         |
| 1999 | 150 507     | 151 320     | 99,5        | 143        | 111        | 32         | 1 052                     | 5       | 38        | 362       | 85         |
| 2000 | 151 312     | 152 116     | 99,5        | 135        | 105        | 30         | 1 120                     | 6       | 33        | 351       | 85         |
| 2001 | 150 723     | 151 527     | 99,5        | 128        | 99         | 29         | 1 177                     | 6       | 31        | 372       | 85         |
| 2002 | 150 432     | 151 234     | 99,5        | 129        | 99         | 30         | 1 166                     | 6       | 32        | 351       | 85         |
| 2003 | 148 884     | 149 721     | 99,4        | 130        | 101        | 29         | 1 145                     | 6       | 33        | 356       | 85         |
| 2004 | 148 762     | 149 574     | 99,5        | 128        | 100        | 28         | 1 162                     | 6       | 33        | 343       | 85         |
| 2010 | 147 000     | 147 900     | 99,3        | 126        | 103        | 23         | 1 166                     | 6       | 27        | 321       | 85         |
| 2013 | 147 300     | 148 200     | 99,4        | 128        | 104        | 24         | 1 150                     | 5       | 34        | 272       | 85         |
| 2016 | 133 800     | 135 000     | 99,1        | 125        | 99         | 26         | 1 070                     | 5       | 28        | 276       | 85         |
| 2019 | 133 000     | 133 650     | 99,5        | 111        | 87         | 24         | 1 198                     | 3       | 34        | 238       | 85         |
| 2021 | 128 798     | 129 448     | 99,5        | 89         | 87         | 2          | 1 447                     | 3       | 12        | 237       | 85         |
| 2023 | 126 549     | 126 978     | 99,7        | 84         | 83         | 1          | 1 506                     | 3       | 11        | 214       | 85         |